# Sphenotoma capitatum
Sphenotoma capitatum är en ljungväxtart som först beskrevs av Robert Brown, och fick sitt nu gällande namn av Lindley. Sphenotoma capitatum ingår i släktet Sphenotoma och familjen ljungväxter. Inga underarter finns listade i Catalogue of Life.